# Дегтярёв, Владимир Дмитриевич
Влади́мир Дмитрие́вич Дегтярёв (18 января 1916 — 6 октября 1974) — советский режиссёр-мультипликатор, художник-постановщик и сценарист. Заслуженный деятель искусств РСФСР (1969).

## Биография
Родился 18 января 1916 года в Москве.
В 1937 году окончил Ленинградское художественное училище. С началом Великой Отечественной войны был призван на фронт. В 1942 году стал инвалидом: из-за полученного ранения ему ампутировали правую руку. Он без экзаменов был принят во ВГИК на художественный факультет, который окончил в 1948 году. В процессе обучения он заново выучился рисовать и писать левой рукой.
В том же году был зачислен в штат «Союзмультфильма». Работал художником-постановщиком в картинах режиссёров В. Громова, М. Пащенко, Б. Дёжкина и Г. Филиппова. С 1953 года — режиссёр рисованных и (преимущественно) объёмных фильмов. Был среди основателей «Творческого объединения кукольных фильмов» на «Союзмультфильме» и «Экране», где поставил один из первых послевоенных кукольных мультфильмов «Два жадных медвежонка» (1954). Сотрудничал с художниками В. П. Данилевичем, А. П. Курицыным и другими, также часто совмещал обязанности режиссёра и художника-постановщика. Работал исключительно для детской аудитории.
Начиная с 1956 неоднократно становился членом худсовета «Союзмультфильма» и худсовета ХПО кукольных фильмов. Был членом коллегии кукольного объединения студии (1960), членом комиссии по разработке технологического процесса производства кукольного фильма (1961).
Умер 6 октября 1974 года на взлёте творческой карьеры от онкологического заболевания, развившегося как следствие полученных во время войны ран, так и не закончив работу над последним фильмом-сказкой «Подземные цветы».

## Награды и призы
Мультфильмы Владимира Дегтярёва награждались на фестивалях:
- «Гадкий утёнок» — 1957 — Диплом на I Британском Международном кинофестивале мультфильмов в Лондоне (Фестиваль фестивалей)
- «Чудесный колодец» — 1957 — Приз на XI Кинофестивале в Эдинбурге (Шотландия)
- «Кто сказал «мяу»?» — 1963 — Приз за лучший фильм для детей на Международном Фестивале анимационных фильмов в Анси (Франция)
- «Пересолил» — II МФ кукольных и марионеточных фильмов в Бухаресте, 1960 — Диплом; VII МФ короткометражных фильмов в Оберхаузене (ФРГ), 1961 — Диплом[6]

## Фильмография[7]

### Режиссёр
| - 1953 «Храбрый Пак» - 1954 «Два жадных медвежонка» - 1955 «Упрямое тесто» - 1956 «Гадкий утёнок» - 1956 «Чудесный колодец» - 1957 «Сказка о Снегурочке» - 1958 «Краса ненаглядная» - 1958 «Мы за солнышком идём» - 1959 «Вернулся служивый домой» - 1959 «Пересолил» - 1960 «Конец Чёрной топи» - 1961 «Кто самый сильный?» - 1962 «Кто сказал «мяу»?» - 1963 «Светлячок № 4. Наш карандаш» - 1963 «Сказка о старом кедре» | - 1964 «Кто поедет на выставку?» - 1965 «Добрыня Никитич» - 1966 «Тимошкина ёлка» - 1967 «Как стать большим» - 1967 «Паровозик из Ромашкова» - 1968 «Козлёнок, который считал до десяти» - 1969 «Снегурка» - 1969 «Солнечное зёрнышко» - 1970 «Сладкая сказка» - 1971 «Как ослик счастье искал» - 1971 «Эластичные чулки» (по заказу Росторгрекламы) - 1972 «Новогодняя сказка» - 1973 «Волшебные фонарики» - 1975 «В гостях у гномов» - 1990 «Лапландские сказки» |

### Художник-постановщик
- 1949 «Весенняя сказка»
- 1949 «Мистер Уолк»
- 1950 «Дудочка и кувшинчик»
- 1950 «Когда зажигаются ёлки»
- 1951 «Друзья-товарищи»
- 1951 «Сердце храбреца»
- 1954 «Два жадных медвежонка»
- 1954 «Танюша, Тявка, Топ и Нюша»
- 1955 «Упрямое тесто»
- 1957 «Сказка о Снегурочке»
- 1961 «Кто самый сильный?»
- 1963 «Светлячок № 4. Наш карандаш»
- 1963 «Сказка о старом кедре»
- 1965 «Чьи в лесу шишки?»
- 1967 «Ну и рыжик!»
- 1969 «Жадный Кузя»
- 1972 «Заветная мечта»
- 1973 «Часы с кукушкой»
- 1974 «Всё наоборот»

### Сценарист
- 1958 «Краса ненаглядная»
- 1968 «Козлёнок, который считал до десяти»
- 1972 «Новогодняя сказка»